# Urmston Road
Urmston Road (kinesiska: 龙鼓水道, 龍鼓水道) är en redd och farled i Hongkong (Kina). Den ligger i den nordvästra delen av Hongkong. 